# Sansevieria canaliculata
Espèce
Classification APG III (2009)
Sansevieria canaliculata, également appelée Dracaena canaliculata, est une espèce de plantes de la famille des Liliaceae et du genre Sansevieria.

## Description

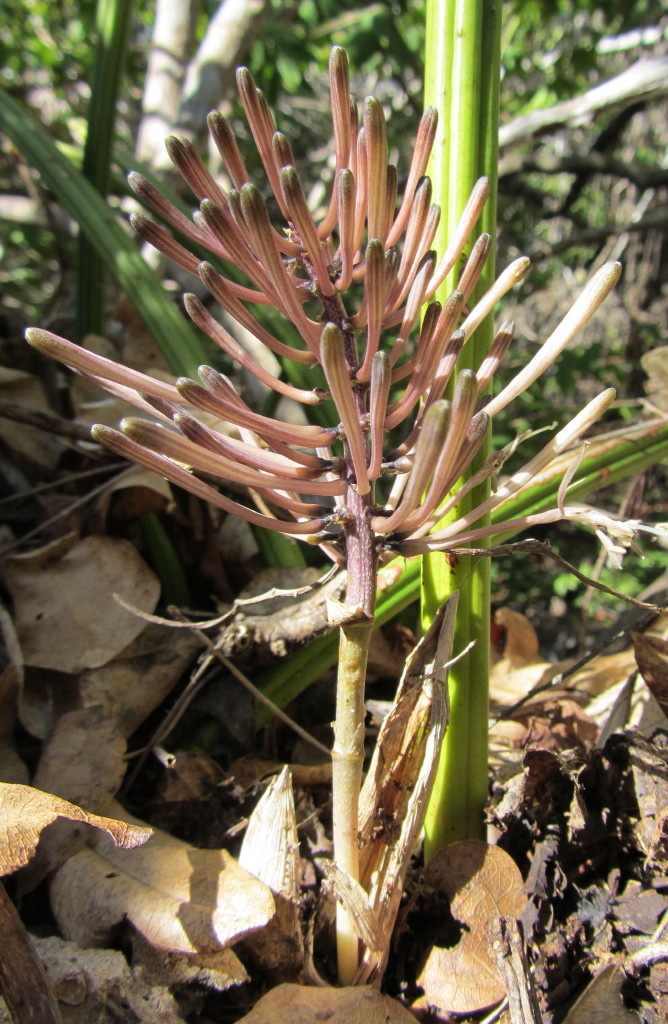
Inflorescence de Sansevieria canaliculata au Mozambique.

Plante succulente, Sansevieria canaliculata est une espèce de sansevières à feuilles longues et épaisses, très repliées (autour du sillon central), présentant des canelures sur la face externe, de couleur vert à vert-clair. Elle pousse depuis le rhizome par une ou deux feuilles qui peuvent atteindre près d'un mètre de hauteur. L'inflorescence émerge de terre depuis la base de la plante de manière latérale externe à la feuille.
Elle a été identifiée comme espèce à part entière en 1861 par le botaniste et horticulteur français Élie-Abel Carrière.

## Distribution et habitat
L'espèce est originaire des zones humides (près des rives des lacs et marais) des forêts tropicales d'Afrique de l'Est, du sud de la Tanzanie, du nord du Mozambique (province de Cabo Delgado), et a été introduite sur la côte nord-est (province d'Antsiranana) de Madagascar et aux Comores.

## Synonymes et cultivars
Identifiée pour la première fois en 1861, cette espèce a été par la suite redécouverte sous divers noms par différents botanistes dont :
- Sansevieria livingstoniae (Rendle, 1932)
- Sansevieria pfennigii (Mbugua, 2007) – possiblement une espèce à part entière[9]
- Sansevieria schimperi (Baker, 1898)
- Sansevieria sulcata (Bojer ex Baker, 1898)
- Dracaena canaliculata